# Папа Феликс III
Папа Феликс III (преминуо 3. јануара 492. године) био је римски патријарх од марта 483. године све до смрти 492. године. Његово одрицање Хенотикона сматра се почетком Феликсове шизме.
Феликс је рођен у римској сенаторској породици и био је чукундеда папе Григорија I.
Неки кажу да се Феликс појавио једној од својих потомака, праунуци Трасиљи (тетки папе Гргура I), замоливши је да уђе у рај кроз смрт, и за Бадње вече Трасила умире видевши Исусово дозивање.
Његово прво дело јесте одрицање Хенотикона, као део уније са патријархом Акакијем од Константинопоља објављено од стране цара Зенона са намером да ублажи сукоб мијафизитских хришћана и халкедонских хришћана. Упућује и писмо прекора Акакију.
На свом првом сабору, Феликс изопштава Петра Фулера, који је преузео бискупију од Антиохије противно папске жељама. Феликс изопштава и Петра Монга 484. године, који је преузео бискупију Александрије, акт који је довео до раскола између Истока и Запада, који није залечен до 519. године.